# شادی قدیریان
شادی قدیریان (زاده ۱۳۵۳ تهران) از شناخته شده‌ترین عکاسان ایرانی در شاخه عکاسی هنری و  اهل ایران است.
قدیریان، فارغ‌التحصیل کارشناسی عکاسی از دانشگاه آزاد اسلامی در سال ۱۳۷۷ است و در حال حاضر در تهران به فعالیت مشغول است.
او فعالیت حرفه‌ای‌اش را با اولین نمایشگاه خود که در سال ۱۳۷۷ در گالری گلستان برگزار نمود آغاز کرد.
شناخته‌‌شده‌ترین مجموعه عکس قدیریان، مجموعهٔ زنان قاجار است که زنان قاجاری را با ابزارآلات مدرن به تصویر می‌کشد. این مجموعه، شهرتی جهانی را به همراه داشت. نقل شده است که امبرتو اکو نشانه‌شناس معروف ایتالیایی این مجموعه را ستوده‌است.
شادی قدیریان در مجموعهٔ قاجار که سال ۱۳۷۷ ارائه شد، تحت تأثیر پرتره‌های استودیویی که در اواخر قرن نوزدهم به هنگام حکومت قاجاریه در ایران رواج داشته با استفاده از نقاشی‌هایی که به‌عنوان پس‌زمینه در آتلیه‌ها به کار می‌برند و ترکیب آن‌ها با زنان جوانی که لباس‌های سنتی آن دوران را بر تن دارند و هرکدام المانی از دنیای مدرن امروزی هستند، کنکاشی ظریف و جسورانه در موقعیت و محدودیت‌های زن ایرانی در طول تاریخ سیاسی و اجتماعی کشورش داشته‌است.
قدیریان درباره‌ی این مجموعه‌اش می‌گوید: «این عکس‌ها مانند آینه‌ای هستند که احساس درونی‌ام را در آن زمان بازتاب می‌دهند؛ احساسی از سرگردانی میان سنت و مدرنیته.»
از دیگر مجموعه‌های قدیریان می‌توان به مجموعه «هیچ، هیچ» و «مربع سپید» که دارای ۳۱ عکس رنگی با الهام از ترانه‌های «جان لنون» که در گالری «راه ابریشم» به نمایش گذاشته شدند اشاره کرد.
همچنین قدیریان مدیریت وبسایت فانوس فتو که به صورت تخصصی به عکاسی ایران می‌پردازد را نیز، بر عهده دارد.
او تاکنون در نمایشگاه‌های فراوانی در ایران، انگلیس، فرانسه، آمریکا، اتریش، دوبی، سوئد، هلند، بولیوی، دانمارک، استرالیا، لهستان، مکزیک، اسپانیا، آلمان، ترکیه، روسیه، بنگلادش، یونان، کانادا و ایرلند شرکت کرده‌است.

## سبک هنری
آثار شادی قدیریان اغلب با مفاهیمی مانند هویت زنانه، تقابل سنت و مدرنیته، و نقش رسانه در ساخت تصویر زنان در ایران معاصر درگیر هستند. او با استفاده از اشیای روزمره مانند چرخ گوشت، اتو، یا ضبط صوت در کنار پوشش سنتی، فضایی خلق می‌کند که همزمان آشنا و غریب است. این شیوه‌ی نمادپردازی، مخاطب را به تفکر درباره موقعیت زنان در جامعه‌ی معاصر ایرانی دعوت می‌کند. مجموعه‌هایی مانند قجر و زن+ با ترکیب گذشته و حال، تصویری استعاری از وضعیت متناقض زنان ارائه می‌دهند.